# Sternenfänger
Sternenfänger war eine Vorabendserie im Ersten.

## Handlung
Die Serie spielt größtenteils in der Stadt Überlingen am Bodensee. Paula (Nora Tschirner), deren Eltern bei einem Verkehrsunfall ums Leben kamen, wächst bei ihren Pflegeeltern (Freunde und Geschäftspartner ihrer Eltern) und ihrem Pflegebruder Nico (Jochen Schropp) auf und arbeitet dort als Bootsbauerin. Die beiden sind beste Freunde und unzertrennlich, auch Fred Benz (Oliver Pocher) gehört zum Freundeskreis der beiden. Nico rettet Paula bei einem Badeunfall das Leben und lernt im Krankenhaus die kürzlich von Berlin zugezogene Valery (Florentine Lahme) kennen und lieben. Fortan wird Paula bewusst, dass sie mehr für Nico empfindet als nur gute Freundschaft. Dieser jedoch kommt mit der selbstbewussten Valery zusammen, was Paula, wenn es den beiden gegenüber auch nicht den Anschein hat, sehr verletzt.
Valery, die aufgrund einer neuen Arbeitsstelle ihrer Mutter als Intendantin von ihrer geliebten Heimatstadt Berlin wegziehen musste, träumt, trotz mangelndem Interesse an der Arbeit ihrer Mutter im Theater, von einer Karriere als Schauspielerin. Als sie das Vorsprechen an einer Münchner Schauspielschule vermasselt, an dem sie nicht zuletzt ihrem Freund Nico die Schuld gibt, entdeckt sie ihre wahre Begabung als Maskenbildnerin. Während es bei Valery und Nico zu immer mehr Schwierigkeiten und Streit kommt, wächst Paulas Bedürfnis, Nico ihre wahren Gefühle zu offenbaren. Sie sucht Halt und Rat bei Fred, der noch keine Erfahrung mit Frauen hat. Auch Fred hat Träume: Als Radiomoderator im örtlichen Radiosender „Freestyle“. Als es zur Trennung zwischen Nico und Valery kommt, kommen sich Paula und Nico wieder näher. Beide haben jedoch Angst, dass ihre Freundschaft dadurch  zerbrechen könnte und dass es nie mehr wie früher sein würde. Nico ist in der Zwickmühle – einerseits fühlt er sich zu Valery immer noch hingezogen, andererseits entwickelt er immer stärkere Gefühle für Paula.

## Episodenliste

### Staffel 1
| Nummer | Titel                           | Erstausstrahlung   | Regie           | Drehbuch                        |
| 01     | Ausgerechnet Bodensee           | 3. September 2002  | Andreas Senn    | Martin Douven                   |
| 02     | Wo die Liebe hinfällt           | 4. September 2002  | Andreas Senn    | Martin Douven                   |
| 03     | Verwirrt verliebt               | 5. September 2002  | Andreas Senn    | Martin Douven                   |
| 04     | Moment der Wahrheit             | 6. September 2002  | Andreas Senn    | Martin Douven                   |
| 05     | Unverhofft kommt oft            | 10. September 2002 | Andreas Senn    | Stefan Holtz, Klaus Wellschmied |
| 06     | Vollmondnacht                   | 11. September 2002 | Andreas Senn    | Stefan Holtz, Klaus Wellschmied |
| 07     | Paula startet durch             | 12. September 2002 | Andreas Senn    | Martin Douven                   |
| 08     | Bettenbau                       | 13. September 2002 | Andreas Senn    | Martin Douven                   |
| 09     | Im Wechselbad der Gefühle       | 18. September 2002 | Marcus Ulbricht | Jan Hinter                      |
| 10     | Königskinder                    | 19. September 2002 | Marcus Ulbricht | Jan Hinter                      |
| 11     | Prüfungen                       | 20. September 2002 | Marcus Ulbricht | Renée Karthée, Rolf Karthée     |
| 12     | Auf Abwegen                     | 24. September 2002 | Marcus Ulbricht | Renée Karthée, Rolf Karthée     |
| 13     | Beziehungskrisen                | 25. September 2002 | Marcus Ulbricht | Stefan Cantz                    |
| 14     | Sommernachtstraum               | 26. September 2002 | Marcus Ulbricht | Stefan Cantz                    |
| 15     | Kostbare Freundschaft           | 27. September 2002 | Marcus Ulbricht | Stefan Holtz, Klaus Wellschmied |
| 16     | Thelma und Louise               | 1. Oktober 2002    | Marcus Ulbricht | Stefan Holtz, Klaus Wellschmied |
| 17     | Stürmische Gefühle              | 2. Oktober 2002    | Marcus Ulbricht | Renée Karthée, Rolf Karthée     |
| 18     | Die Magie der Liebe             | 4. Oktober 2002    | Marcus Ulbricht | Renée Karthée, Rolf Karthée     |
| 19     | Hochzeitsfieber                 | 8. Oktober 2002    | Michel Bielawa  | Renée Karthée, Rolf Karthée     |
| 20     | Die Braut, die sich nicht traut | 9. Oktober 2002    | Michel Bielawa  | Renée Karthée, Rolf Karthée     |
| 21     | Die kleine Diebin               | 10. Oktober 2002   | Michel Bielawa  | Martin Douven                   |
| 22     | Zwischen Liebe und Wahrheit     | 11. Oktober 2002   | Michel Bielawa  | Martin Douven                   |
| 23     | Falsche Hoffnung                | 15. Oktober 2002   | Michel Bielawa  | Martin Douven                   |
| 24     | Das erste und letzte Mal        | 16. Oktober 2002   | Michel Bielawa  | Martin Douven                   |
| 25     | Weiterleben                     | 17. Oktober 2002   | Michel Bielawa  | Martin Douven                   |
| 26     | Aufbruch zu den Sternen         | 22. Oktober 2002   | Michel Bielawa  | Martin Douven                   |

## Zuschauerzahlen
Bereits die erste Folge blieb mit 10,8 % Marktanteil weit hinter den Erwartungen zurück. Sowohl der zuvor ausgestrahlte Marienhof (15,4 %) als auch das Quiz mit Jörg Pilawa (16,0 %) direkt im Anschluss erreichten mehr Zuschauer und ließ weiter sinkende Zuschauerzahlen erwarten.
Die Serie erreichte Einschaltquoten zwischen 1,58 und 2,07 Millionen für die einzelnen Folgen, bzw. Marktanteile zwischen 8,2 und 10,6 %. Damit erreichte die Serie nicht das vom Sender gesetzte Quotenziel und wurde eingestellt.